# Международный аэропорт имени Кеннета Каунды
Международный аэропорт имени Кеннета Каунды (англ. Kenneth Kaunda International Airport) (ИАТА: LUN, ИКАО: FLKK) — международный аэропорт, расположенный в районе Чонгве, примерно в 27 километрах к северо-востоку от центра Лусаки, столицы и крупнейшего города Замбии. Пропускная способность аэропорта составляет 6 миллионов человек в год, он является крупнейшим в Замбии и служит транспортным узлом для своего региона. Аэропорт служит хабом для Zambia Airways, Proflight Zambia, Royal Zambian Airlines и Mahogany Air.
Аэропорт открылся в 1967 году как международный аэропорт Лусака. Он был переименован в 2011 году в честь Кеннета Каунды, первого президента страны.

## История
В мае 2012 года KLM начала выполнять рейсы три раза в неделю между Амстердамом и Лусакой на самолете Airbus A330-200. Позже, в том же году маршрут рейса был изменен, чтобы обслуживать Хараре. В октябре 2014 года KLM прекратила выполнение этого рейса в пользу предложения совместных рейсов, выполняемых Kenya Airways из Найроби.

### Планы расширения
В 2015 году правительство Замбии начало трехлетнюю программу расширения и модернизации аэропорта стоимостью 360 миллионов долларов США на средства, заимствованные у Эксимбанка Китая. Работы, выполненные по контракту с China Jiangxi International, включают строительство нового двухэтажного здания терминала, 22 стоек регистрации, 12 пограничных каналов и шести стоек досмотра, президентского терминала, нового здания управления воздушным движением и диспетчерской башни, а также нового отеля. Ожидалось, что новый терминал откроется в 2019 году. Строительство было практически завершено к концу января 2020 года. Новый терминал был официально открыт 5 августа 2021 года. Все международные рейсы используют новый терминал, называемый Терминалом 2, а внутренние рейсы используют старый терминал 1.

## Характеристики

### Терминалы
В аэропорту работают два терминала. Терминал 1 не имеет телетрапов и используется для внутренних перевозок. Второй терминал, открытый в августе 2021 года, имеет шесть выходов на посадку и обслуживает все международные рейсы.

### Наземный транспорт
Такси являются наиболее распространенным видом транспорта в город и из города, так как до центра города можно доехать за 15-20 минут. В аэропорту также есть 2 компании по аренде автомобилей, Avis и Europcar, но у большинства отелей в Лусаке есть трансфер до аэропорта. Между аэропортом и автовокзалом Челстона также проходит автобусная линия, но автобусы ходят нерегулярно.

## Авиакомпании и направления

### Пассажирские
Notes
- 1 Этот рейс выполняется через Хараре. Однако перевозчик не имеет права перевозить пассажиров только между Лусакой и Хараре..
- 2 Этот рейс выполняется через Хараре. Однако перевозчик не имеет права перевозить пассажиров только между Лусакой и Хараре..
- 3 Этот рейс выполняется через Дар-эс-Салам. Однако перевозчик не имеет права перевозить пассажиров только между Лусакой и Дар-эс-Саламом.

## Авиакатастрофы и происшествия
- 26 августа 1969 года самолет Hawker Siddeley HS 748 ВВС Замбии не справился с управлением и разбился при взлете. Трое из четырех пассажиров погибли[30].
- 22 декабря 1974 года самолет Canadair CL-44D4, эксплуатируемый компанией Tradewinds Airways, загорелся после того, как во время жесткой посадки у него сломалась передняя стойка шасси. Пожар был быстро потушен, все люди выжили[31].
- 14 мая 1977 года грузовой Boeing 707 авиакомпании Dan-Air Services  разбился после того, как правый руль высоты и горизонтальный стабилизатор отделились во время захода на посадку. Разделение было вызвано усталостью металла. Все шестеро пассажиров погибли[32].
- 17 февраля 1990 года самолет ВВС Замбии de Havilland Canada DHC-5D врезался в поле при заходе на посадку. Все 29 человек на борту погибли. Эта катастрофа остается крупнейшей авиационной катастрофой в истории Замбии[33].